# 第23回全米製作者組合賞
23rd PGA Awards

2012年1月21日
映画プロデューサー賞: 
アーティスト

アニメ映画プロデューサー: 
タンタンの冒険/ユニコーン号の秘密

第23回全米製作者組合賞は、2011年の映画及びテレビプロデューサーを対象としている。候補は2012年1月3日、結果は2012年1月21日に発表された。

## 候補一覧

### 映画

#### スタンリー・クレイマー賞
- 『最愛の大地』

#### 劇場映画
- 『アーティスト』
  - 『ブライズメイズ 史上最悪のウェディングプラン』
  - 『ファミリー・ツリー』
  - 『ドラゴン・タトゥーの女』
  - 『ヘルプ 〜心がつなぐストーリー〜』
  - 『ヒューゴの不思議な発明』
  - 『スーパー・チューズデー 〜正義を売った日〜』
  - 『ミッドナイト・イン・パリ』
  - 『マネーボール』
  - 『戦火の馬』

#### アニメ映画
- 『タンタンの冒険/ユニコーン号の秘密』
  - 『カーズ2』
  - 『カンフー・パンダ2』
  - 『長ぐつをはいたネコ』
  - 『ランゴ』

#### ドキュメンタリー映画
- Beats, Rhymes and Life
  - Bill Cunningham New York
  - 『プロジェクト・ニム』
  - 『アイルトン・セナ 〜音速の彼方へ』
  - The Union

### テレビ

#### コメディシリーズ
- 『モダン・ファミリー』
  - 『30 ROCK/サーティー・ロック』
  - 『ビッグバン★セオリー/ギークなボクらの恋愛法則』
  - 『glee/グリー』
  - Parks and Recreation

#### ドラマ・シリーズ
- 『ボードウォーク・エンパイア 欲望の街』
  - 『デクスター 警察官は殺人鬼』
  - 『ゲーム・オブ・スローンズ』
  - 『グッド・ワイフ』
  - 『マッドメン』

#### 長編
- 『ダウントン・アビー』
  - Cinema Verite
  - 『ケネディ家の人びと』
  - 『ミルドレッド・ピアース 幸せの代償』
  - Too Big to Fail